# نیکولو پالازولو
نیکولو پالازولو (انگلیسی: Nicolò Palazzolo؛ زادهٔ ۲۹ نوامبر ۱۹۹۴) بازیکن فوتبال اهل ایتالیا است.